# Winter-Universiade 1960
Die Winter-Universiade 1960 fand vom 28. Februar bis 8. März in Chamonix-Mont-Blanc statt.

## Sportarten
| Disziplin             | Entscheidungen |
| --------------------- | -------------- |
| Eiskunstlauf          | 1              |
| Nordische Kombination | 1              |
| Ski Alpin             | 7              |
| Skilanglauf           | 4              |
| Skispringen           | 1              |

## Medaillenspiegel
| Platz  | Land             | Gold | Silber | Bronze | Gesamt |
| ------ | ---------------- | ---- | ------ | ------ | ------ |
| 1      | Sowjetunion      | 5    | 2      | 1      | 8      |
| 2      | Frankreich       | 3    | 2      | 1      | 6      |
| 3      | Tschechoslowakei | 2    | 6      | 1      | 9      |
| 4      | Österreich       | 2    | 2      | 3      | 7      |
| 5      | Schweiz          | 2    | 1      | 1      | 4      |
| 6      | Italien          | –    | 1      | 1      | 2      |
| 7      | Jugoslawien      | –    | –      | 3      | 3      |
| 8      | Polen            | –    | –      | 2      | 2      |
| 9      | Ungarn           | –    | –      | 1      | 1      |
| Gesamt | Gesamt           | 14   | 14     | 14     | 42     |